# Original Masters
Original Masters výběrové album největších hitů skupiny Jethro Tull vydaných u společnosti Chrysalis Records v roce 1985. Bylo to třetí výběrové album skupiny, první dvě byly M.U. - The Best of Jethro Tull a Repeat - The Best of Jethro Tull - Vol II. Ačkoliv kompilace byla vydána v roce 1985, neobsahuje materiál vydaný po roce 1977.

## Seznam stop
1. Living in the Past – 3:18
2. Aqualung – 6:34
3. Too Old to Rock 'N' Roll, Too Young to Die – 5:38
4. Locomotive Breath – 4:23
5. Skating Away on the Thin Ice of the New Day – 3:28
6. Bungle in the Jungle – 3:34
7. Sweet Dream – 4:01
8. Songs From The Wood – 4:52
9. Witch's Promise – 3:47
10. Thick as a Brick – 3:00
11. Minstrel in the Gallery – 7:47
12. Life's a Long Song – 3:16